# Omatako (Wahlkreis)

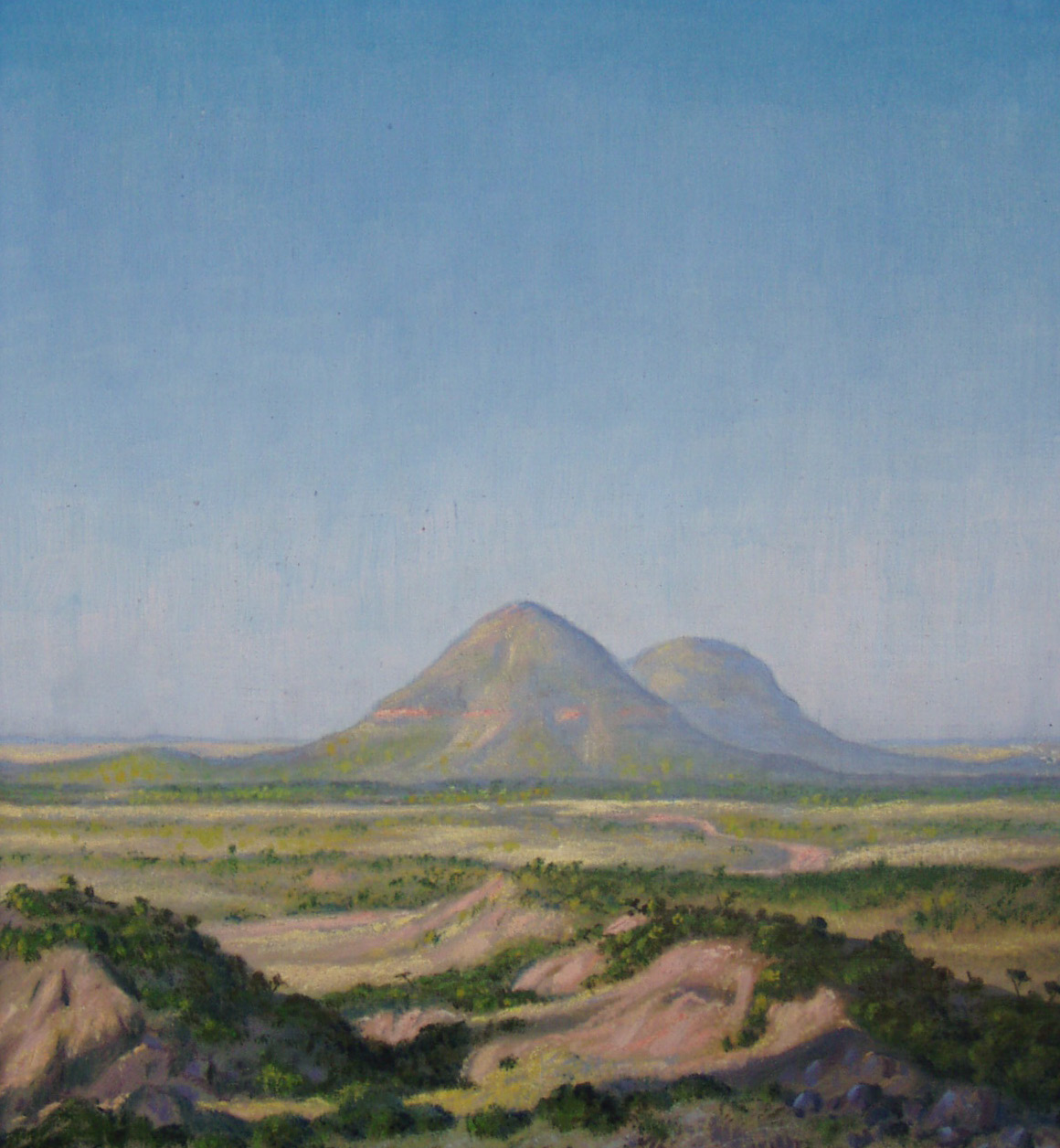
Ölbild der Omatakoberge von Helmut Lewin

Omatako ist ein Wahlkreis in der Region Otjozondjupa in Namibia. Er liegt rund 150 Kilometer nördlich von Windhoek und hat etwa 18.300 Einwohner auf einer Fläche von 24.371 km². Einzige Siedlung im Wahlkreis ist Okandjire.
Der Wahlkreis ist nach den Omatakobergen, zwei Kegelberge, welche das umliegende Hochland (in etwa auf 1430 m) überragen, benannt. Das gleichnamige Rivier Omatako fließt an den Bergen vorbei.

## Wahlen
| Wahl | Name                 | Partei | Stimmenanteil |
| ---- | -------------------- | ------ | ------------- |
| 1992 |                      |        |               |
| 1998 | Theophelus Uahongora | DTA    | 60,1 %        |
| 2004 | Issaskar Kaujeua     | SWAPO  | 52,1 %        |
| 2010 | Issaskar Kaujeua     | SWAPO  | 44,1 %        |
| 2015 | Israel Hukuva        | NUDO   | 47,7 %        |
| 2020 | Israel Hukuva        | NUDO   | 35,2 %        |